# Vanessa atalanta
La numerada, vulcana, vanesa,  o almirante rojo, conocida popularmente también como atalanta (Vanessa atalanta)  es una especie  de lepidóptero ditrisio  de la familia Nymphalidae propia de Europa, Asia y Norteamérica.

## Descripción
Se caracteriza por sus alas marrón oscuro, rojo y negro. La oruga se alimenta de ortigas, y el adulto liba néctar de flores como las del género Buddleja; también se alimenta de fruta muy madura.

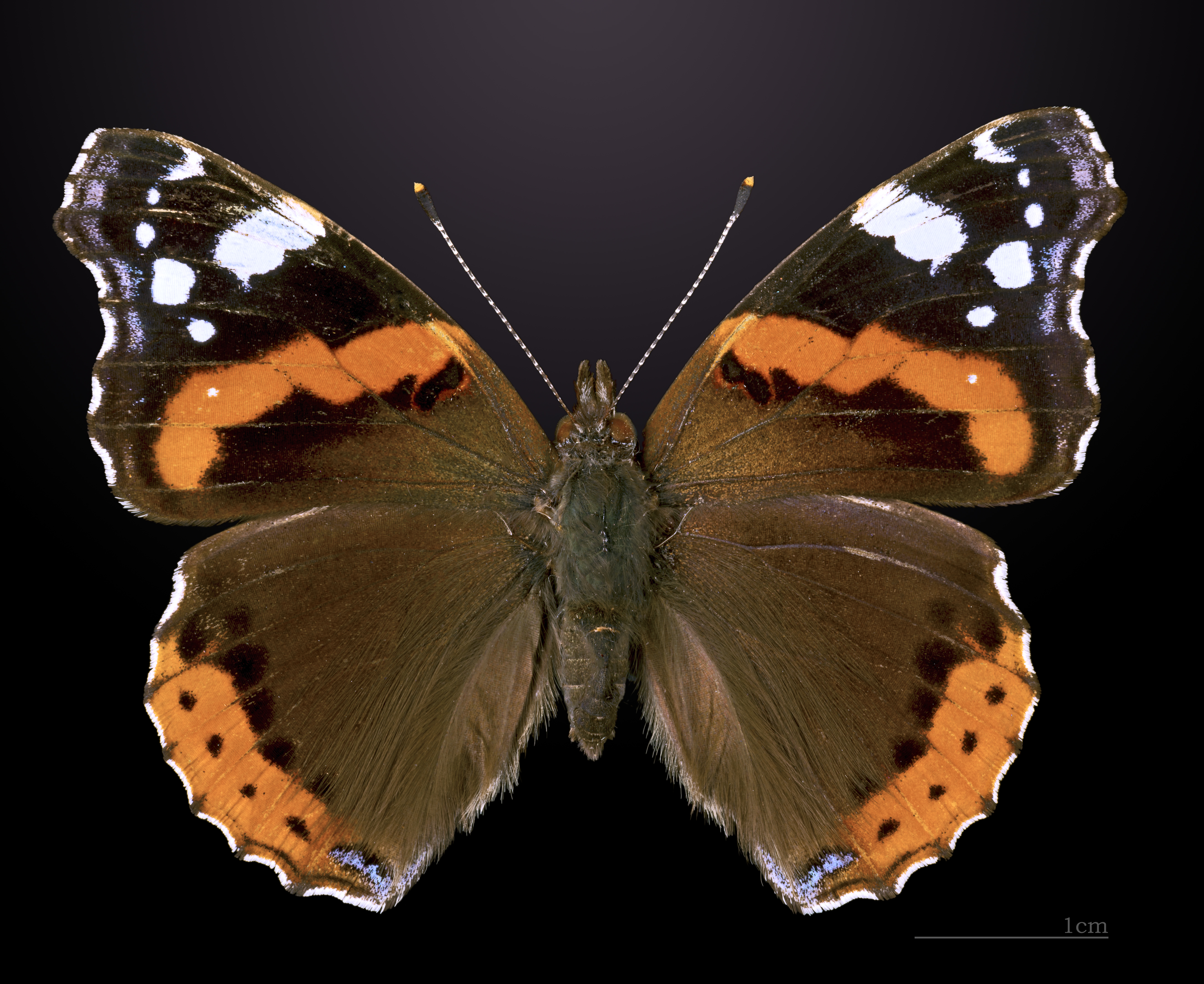
Vanessa atalanta (vista dorsal)
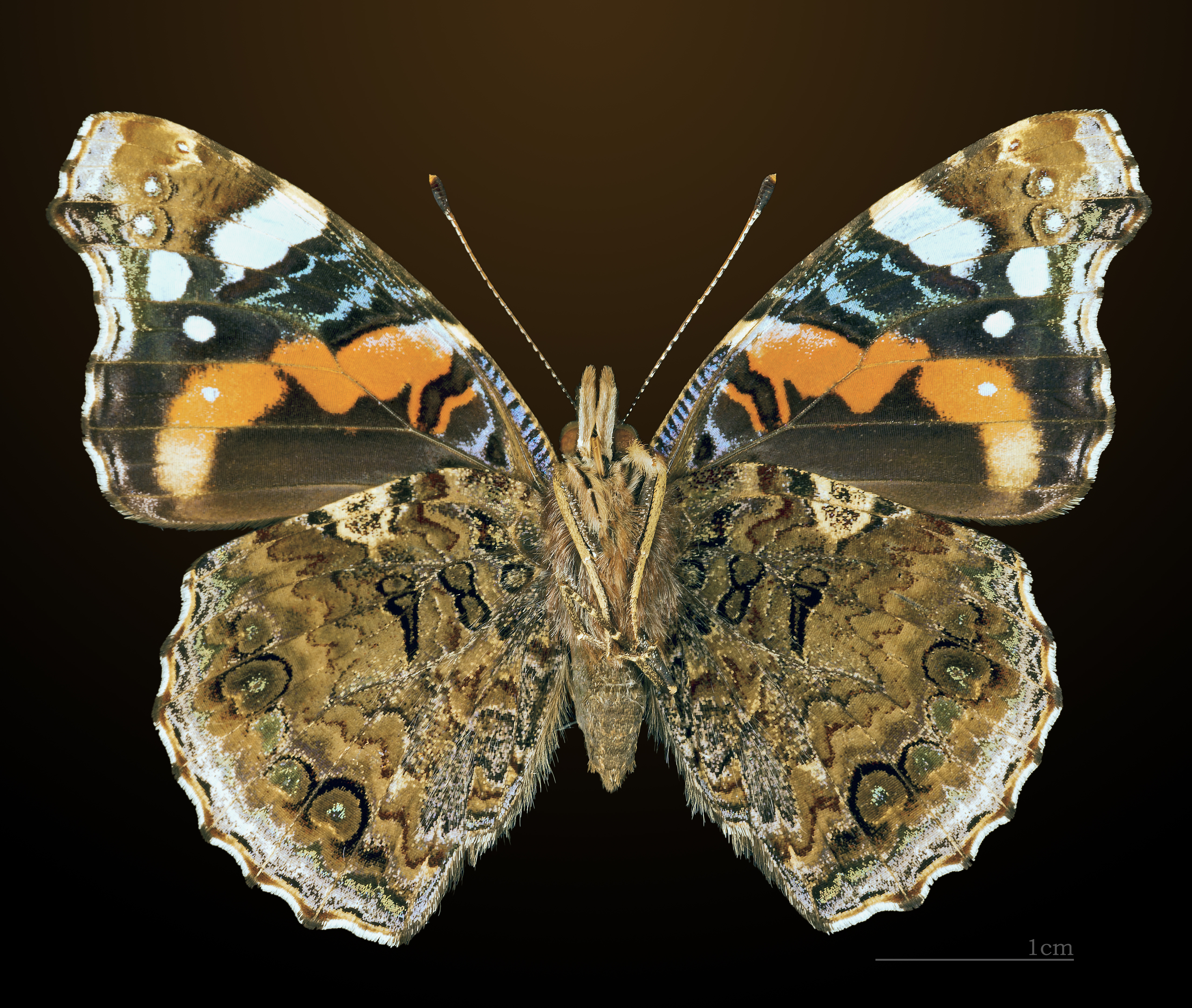
Vanessa atalanta (vista ventral)

## Distribución
Se encuentra en las regiones templadas del norte de África, América del Norte y América Central, Europa, Asia y en las islas de Hawái y del Caribe.
En el norte Europa es una de las últimas mariposas en desaparecer antes del invierno. Los ejemplares que hibernan suelen ser de colores más intensos que la otra generación. La mariposa también vuela durante días soleados de invierno, sobre todo en el sur Europa. En Norteamérica, generalmente vuela de marzo a octubre; pasa el invierno en Texas.

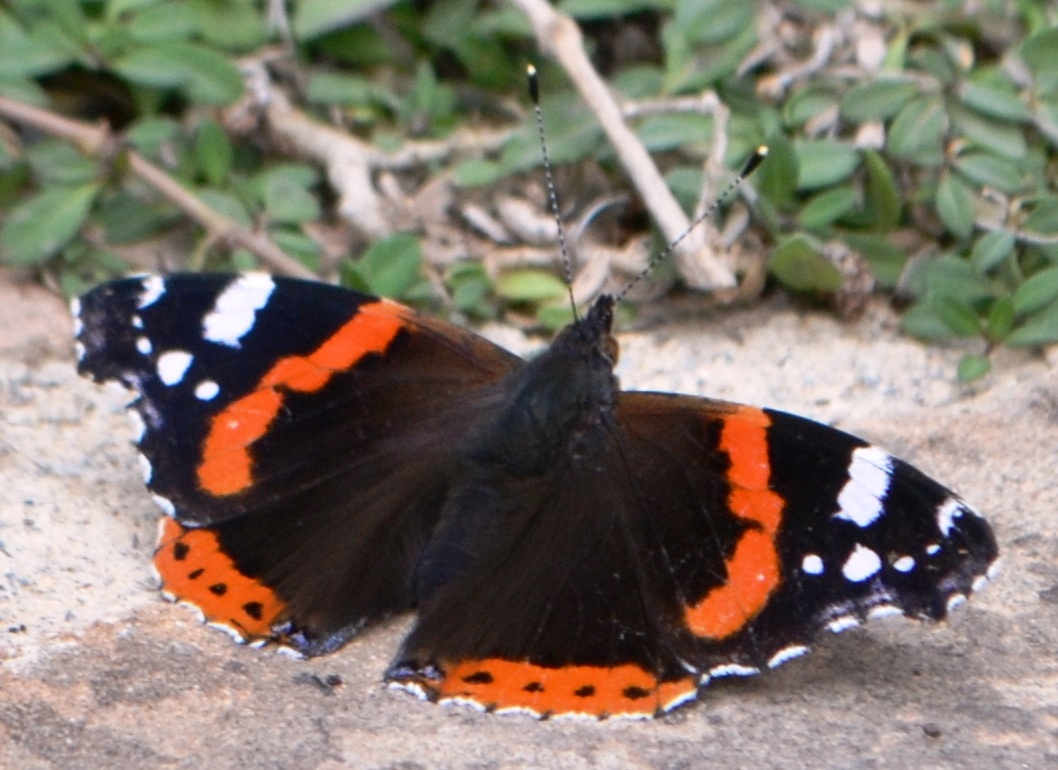
Vanessa atalanta en el Generalife

## Migración
En otoño tiene lugar una migración masiva hacia el sur. A fines de otoño o principios de invierno se aparea. Los cardos, que son sus plantas hospederas son más abundantes en esa época. El desarrollo larvario procede durante el invierno y los adultos emergen en la primavera temprana. La nueva generación emigra hacia el norte; las plantas de que se alimentan han disminuido en esa época. Durante la migración las mariposas vuelan a gran altitud donde los vientos las llevan, lo cual les ahorra energía.

## Ciclo de vida

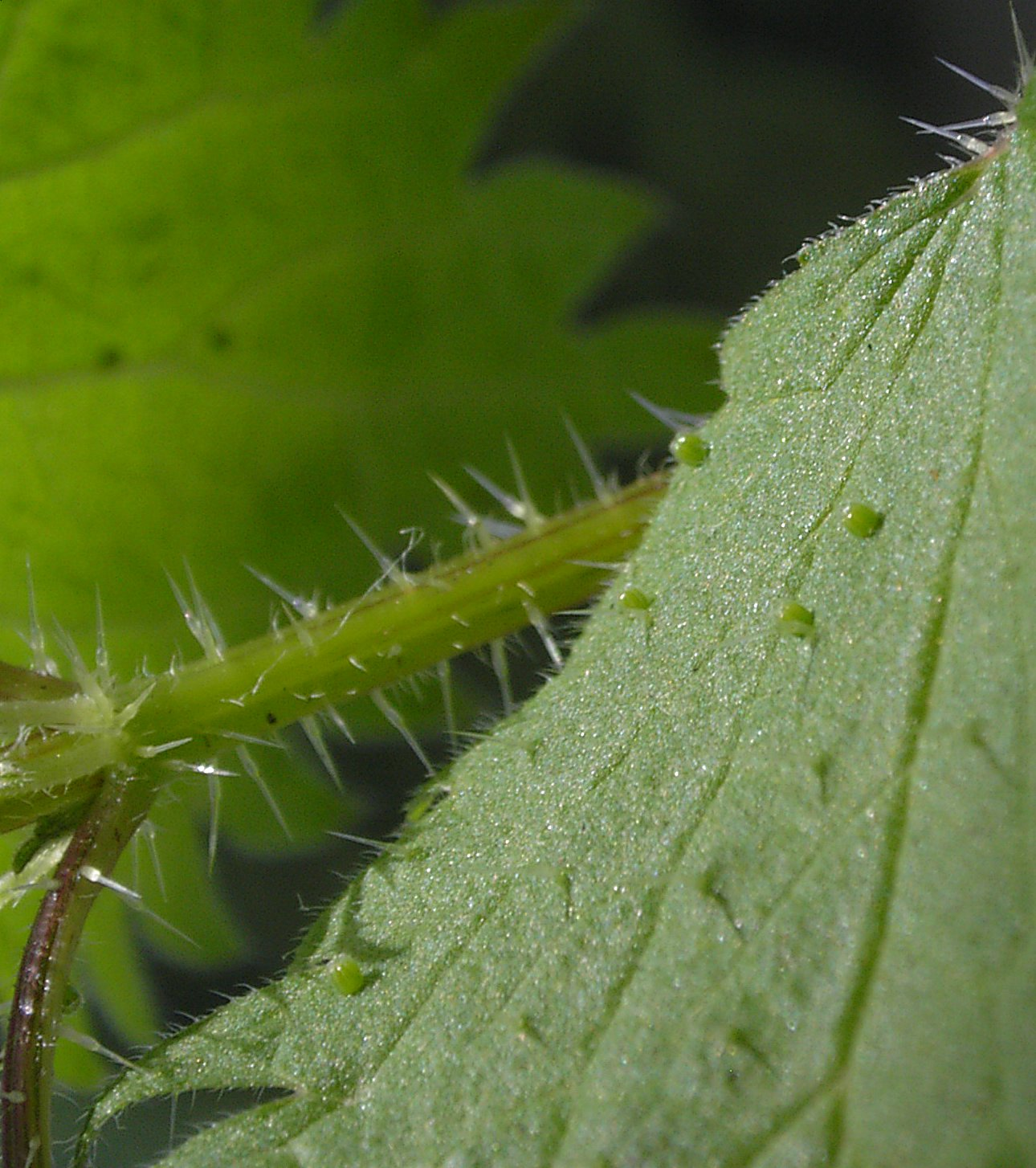
Huevos
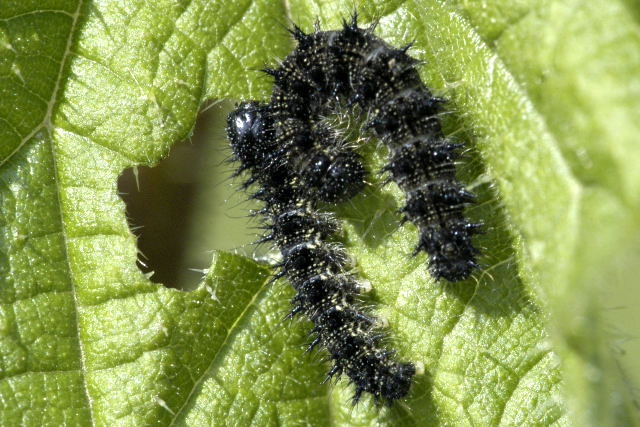
Oruga, estadio temprano
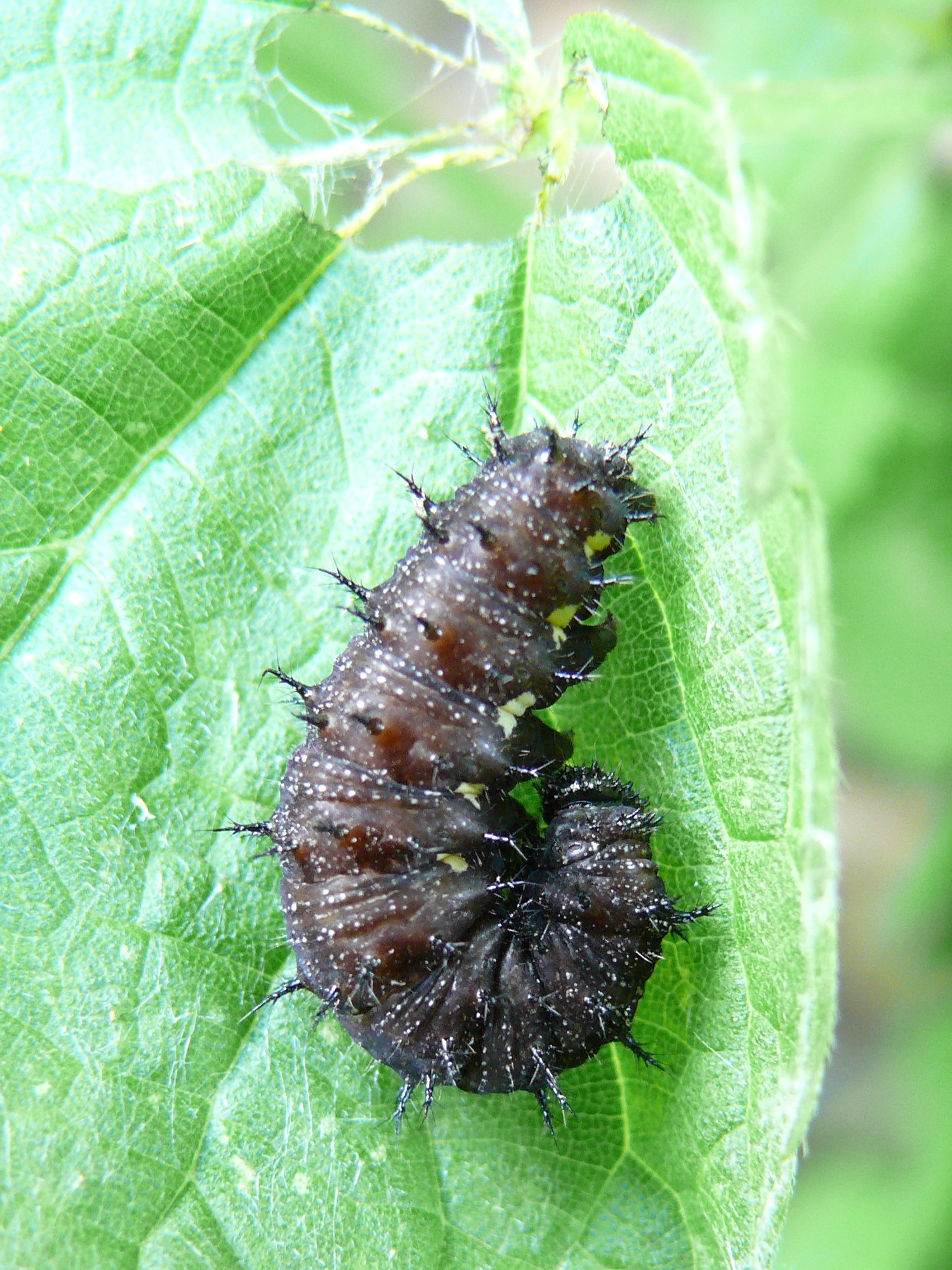
Oruga, estadio tardío
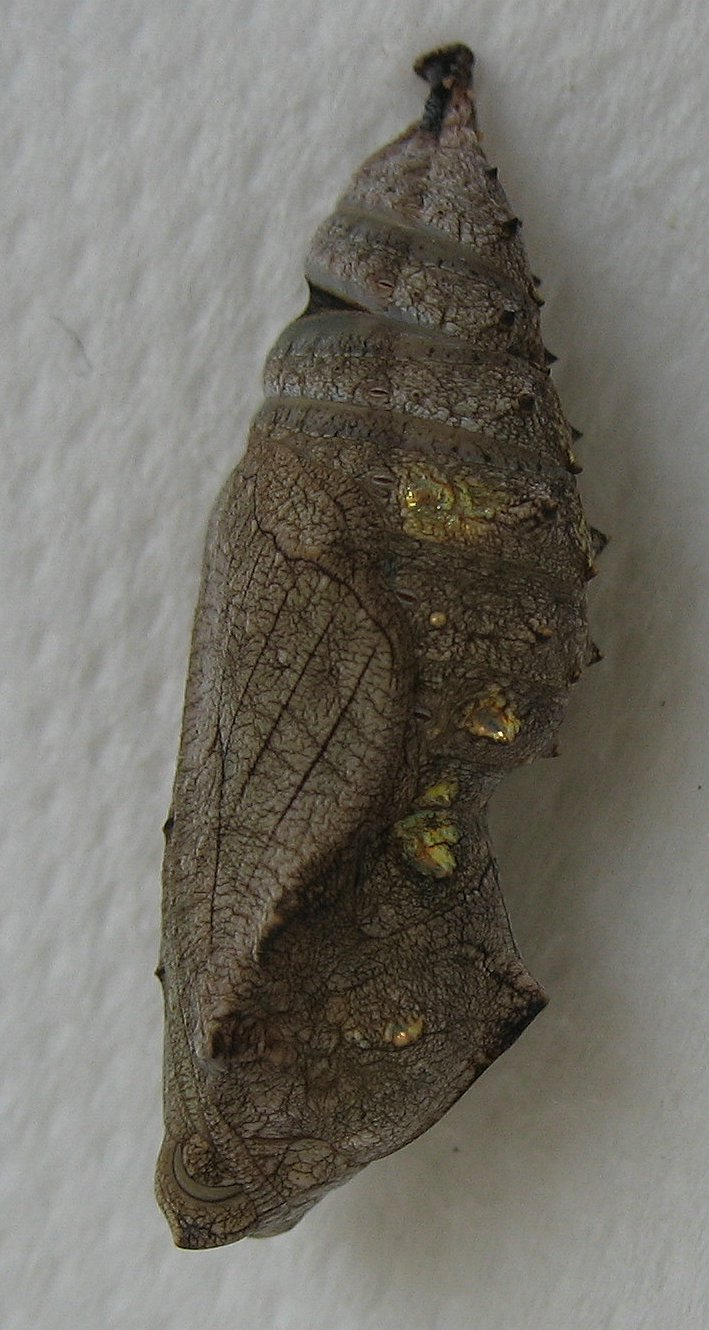
Crisálida
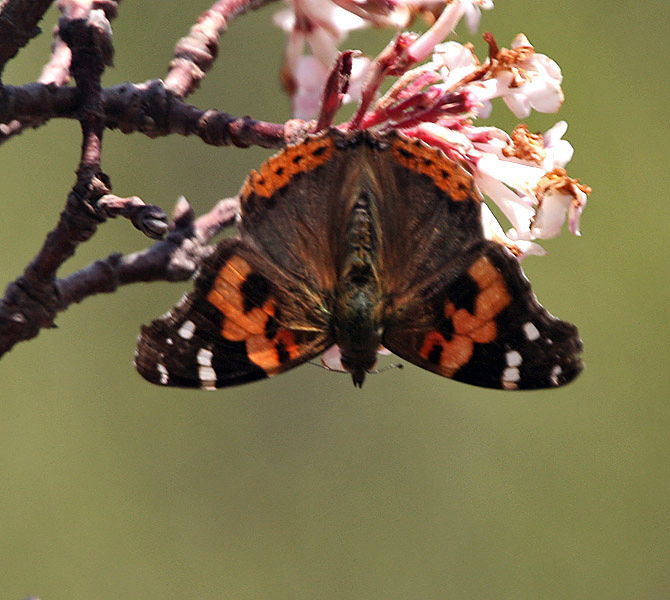
Adulto